# Entbindungs- und Hebammenlehranstalt in der Königlichen Residenzstadt Hannover
Die Entbindungs- und Hebammenlehranstalt in der Königlichen Residenzstadt Hannover, kurz auch Königliche Hebammenlehranstalt genannt, war ein zur Zeit des Königreichs Hannover in der gleichnamigen Residenzstadt Hannover betriebenes Geburtshilfen-Krankenhaus, zugleich Ausbildungseinrichtung für Hebammen sowie eine Frauenklinik. Standort war die Adresse Meterstraße 28 im hannoverschen Stadtteil Südstadt.

## Geschichte
Die Entbindungs- und Hebammenlehranstalt war ein Nachfolgeprojekt des schon in der Zeit des Kurfürstentums Braunschweig-Lüneburg auf Initiative des hannoverschen Bürgermeisters eingerichteten „Accouchir-Hospitals“, das 1781 in der Altstadt am Großen Wolfeshorn, der heutigen Großen Packhofstraße, seinen Betrieb aufgenommen hatte. Nach einer zwischenzeitlichen Verlegung in die Osterstraße konnte 1864 der damals als mustergültige, vor allem von Adolf Funk geplante Neubau in der Meterstraße 28 bezogen werden. Er stand in direkter Nachbarschaft zum Schwesternhaus vor Ort. Im selben Jahr erhielt die Geburtshilfe-Einrichtung auch ihren „königlich“ langen neuen Namen.
Das Klinikum bot Platz für 400 Wöchnerinnen, also für 400 Geburten jährlich, und Raum für 16 Hebammen-Schülerinnen.
Der anfängliche Anstieg des Kindbettfiebers führte zunächst zu einem Vertrauensverlust der Stadtbewohner und zu einem Rückgang der Belegungszahlen. Daraufhin wurden von 1883 bis 1888 strenge antiseptische Maßnahmen eingeführt. Unterdessen war 1884 auch eine gynäkologische Abteilung eingeführt worden, während nicht zuletzt die wachsende Bevölkerung wieder zu stärkerer Nachfrage führte. Daher wurden ab 1890 Überlegungen für einen weiteren, größeren Neubau angestellt, der schließlich in der 1903 eingeweihten Provinzial-Hebammenlehranstalt am Herrenhäuser Kirchweg realisiert wurde.

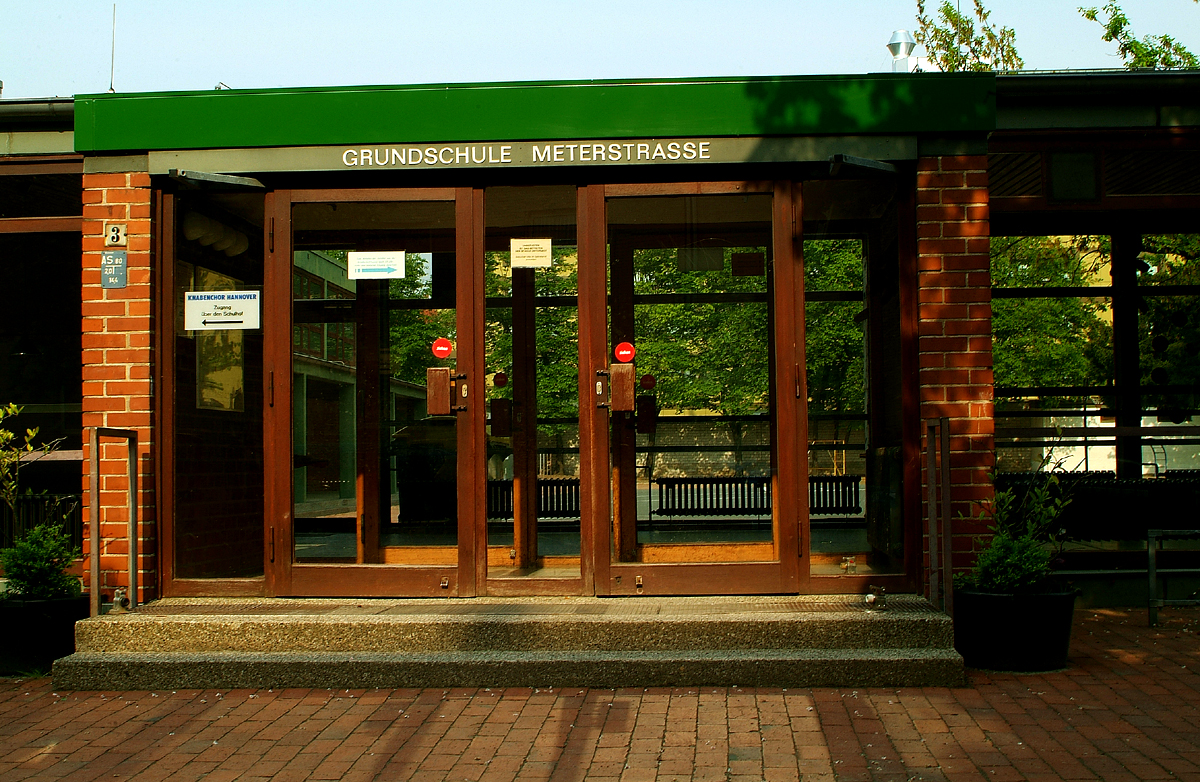
Eingang zur Grundschule Meterstraße unter der – heutigen – Hausnummer 3

Die anschließend ungenutzte Anstalt in der Meterstraße wurde Anfang des 20. Jahrhunderts durch den Architekten Oskar Barnstorf zu einer Schule umgebaut.
Nach den Zerstörungen durch die Luftangriffe auf Hannover während des Zweiten Weltkrieges entstand in der Nachkriegszeit in den Jahren von 1959 bis 1960 nach Plänen des Architekten Adolf Falke in Zusammenarbeit mit Rolf Klein vor Ort der Neubau der Grundschule Meterstraße.

## Baubeschreibung
Der Architektur-Chronist Theodor Unger beschrieb die Königliche Hebammenlehranstalt in seinem 1882 erschienenen Stadtführer wie folgt:

„Schöner, zweigeschossige Bau romanischen Stils in gelbem Back- und weißem Deister-Sandstein“

Die Pläne des von 1862 bis 1863 errichteten Gebäudes lieferten der Geheime Oberregierungsbaurat Adolf Funk und der Regierungs- und Baurat Julius Rasch Nach anderer Darstellung sollen der spätere Klinikdirektor Wilhelm Poten und der Baurat Carl Wolff den Bau ausgestaltet haben.
Die Baukosten bis zur Fertigstellung des Hauses betrugen 149.160 Mark, umgerechnet 163 pro Quadratmeter.
Pro Bett standen 35 Kubikmeter umbauter Raum zur Verfügung. Die Anstalt hatte eine damals neuartige „Centralwasserheizung mit Ventilation durch Pulsion.“